# República Centroafricana en los Juegos Paralímpicos de Londres 2012
La República Centroafricana estuvo representada en los Juegos Paralímpicos de Londres 2012 por un deportista masculino. El equipo paralímpico centroafricano no obtuvo ninguna medalla en estos Juegos.